# دانشکده فنی شهید رجایی لاهیجان
 دانشکده فنی شهید رجایی لاهیجان 
آموزشکده فنی شهید رجایی - تربیت معلم سابق - در لاهیجان واقع است .قبلاً آموزشکده بوده و زیر نظر آموزش و پروش فعالیت داشته ولی هم‌اکنون دانشکده و زیر نظر آموزش عالی فعالیت داشته.کلیه فارغ التحصیلان این  دانشکده در مقطع کاردانی وکارشناسی بوده و تاکنون هزاران نفر از این مرکز فارغ التحصیل شده و در مراکز مختلف کشور مشغول بکار شده‌اند.
برخی از رشته‌های موجود در این دانشکده کامپیوتر . حسابداری .صنایع شیمیایی کاردانی و کارشناسی . الکترونیک . ومعماری کاردانی و کارشناسی . گرافیک . می‌باشد  .

این دانشکده در میدان تربیت معلم لاهیجان می باشد.